# Acanthovalgus uniformis
Acanthovalgus uniformis är en skalbaggsart som beskrevs av Moser 1914. Acanthovalgus uniformis ingår i släktet Acanthovalgus och familjen Cetoniidae. Inga underarter finns listade i Catalogue of Life.